# Горощак Ярослав Іванович
Ярослав Іванович Горощак (псевдонім Ярослав Гунька, 11 квітня 1948, Пархів при Польковицях, Нижня Сілезія) — лемківській письменник, лінгвіст та культурний діяч. Автор лемківсько-польського та польсько-лемківського словнику. Окрім того, був співаком в ансамблі «Лемковина».

## Біографія
У 1953 р. родина переїхала до Хоцянова (Качанова). Тут Ярослав закінчив школу і отримав професійну освіту. Як інженер–механік, займав впродовж років відповідальні посади (м.ін. керівника Відділу цифрового програмування верстатів) на машинній фабриці в Хоцянові.
Багато публікувався в часописі «Бесіда». Був довголітнім членом Ансамблю пісні і танцю «Лемковина»; співініціатором заснування фестивалю «Лемківська ватра на чужині», співзасновником культурної асоціації «Стоваришіня Лемків». В 2004 р. фундація «Рутеніка» видала «Словник лемківско-польскій, польско-лемківскій», якій склав Ярослав Горощак.